# Zubrohlava
Zubrohlava (in ungherese Zubrohlava) è un comune della Slovacchia facente parte del distretto di Námestovo, nella regione di Žilina.